# Eugene Spiro
Eugene Spiro, geboren als Eugen Spiro, (* 18. April 1874 in Breslau, Schlesien; † 26. September 1972 in New York City) war ein deutsch-amerikanischer Maler und Grafiker. Er ist bekannt als Landschafts- und Porträtmaler sowie als Bruder von Baladine Klossowska.

## Leben

### Kindheit und Studienzeit
Eugen Spiro wurde am 18. April 1874 in Breslau als eines von neun Kindern des Synagogen-Kantors und Komponisten Abraham Baer Spiro (1833–1903) und der Fanny Spiro, geb. Form (1837–1901), geboren. Die jüdische deutschsprachige Bevölkerung war in dieser Zeit Träger eines regen geistigen und künstlerischen Lebens in Breslau. Spiro besuchte das St.-Elisabeth-Gymnasium seiner Heimatstadt, wo vor allem seine künstlerische und mathematische Begabung auffiel. Nach kurzer Lehrzeit in einer Breslauer Firma für Damenkonfektion studierte er von 1892 bis 1894 Malerei an der Akademie für Kunst und Kunstgewerbe in Breslau bei Albrecht Bräuer (1830–1897). Als Lehrer von zahlreichen Schülern hochgeschätzt, war Bräuer das Vorbild für die Titelfigur in dem Drama Michael Kramer von Gerhart Hauptmann, der von 1880 bis 1882 an der Breslauer Akademie Bildhauerei studiert hatte.
1894 wechselte Spiro an die Akademie der Bildenden Künste München, die eine der führenden künstlerischen Ausbildungsstätten im deutschsprachigen Raum war. Zunächst Schüler bei dem Historienmaler Wilhelm von Lindenschmit dem Jüngeren (1829–1895) wurde Spiro 1895 zusammen mit Richard Pietzsch einer der ersten Schüler Franz von Stucks, die dieser nach seiner Berufung als Akademieprofessor persönlich auswählte. 1897 ernannte Franz von Stuck Eugen Spiro zu seinem Meisterschüler und wies ihm ein eigenes Atelier in der Villa Stuck zu. Im selben Jahr erhielt Spiro das Stipendium eines privaten Kunstmäzens, das ihm 1897/98 einen einjährigen Italienaufenthalt ermöglichte. Spiro nutzte dieses Jahr vor allem, um durch Kopien alter Meister in den italienischen Museen seine technischen Fähigkeiten zu schulen.

### Reisen und erster Paris-Aufenthalt
Nach Deutschland zurückgekehrt, ließ sich Spiro zunächst in München als Maler nieder, wurde 1900 Mitglied der Münchner Secession (bis 1933) und beschickte deren Ausstellungen im Glaspalast München. Er beteiligte sich an zahlreichen weiteren Ausstellungen. Besonders die dort gezeigten Porträts wurden spätestens seit der Jahrhundertwende von der Fachpresse gewürdigt. Zwischen 1898 und 1921 veröffentlichte Spiro auch in der Zeitschrift Jugend.
Nach einem Aufenthalt in Breslau und Reisen nach Venedig und Paris zog Spiro 1904 nach Berlin um, weil er sich von dem kosmopolitischen Klima der Hauptstadt und dem Kontakt mit der Berliner Secession sowie dem französischen Impressionismus, dessen Werke in Berliner Ausstellungen regelmäßig zu sehen waren, neue Anregungen für seine Kunst versprach. 1903 heiratete er die Schauspielerin Tilla Durieux; die Ehe wurde 1905 in beiderseitigem Einvernehmen geschieden, nachdem sich Durieux in den Berliner Kunsthändler Paul Cassirer verliebt hatte. Spiro hat seine erste Frau mehrfach porträtiert. 1906 wurde er Mitglied der Berliner Secession (bis 1933).
Im selben Jahr siedelte er nach Paris über, ohne jedoch seine Ausstellungstätigkeit in Deutschland zu vernachlässigen. In Berlin unterhielt er weiterhin ein Atelier und nahm Porträtaufträge an. In Frankreich fand Spiro Anschluss an den Malerkreis des „Café du Dôme“. Die in Paris geknüpfte Freundschaft mit Hans Purrmann sollte noch viele Jahre überdauern. Spiro unterrichtete an der „Académie Moderne“, einer mit der Künstlergruppe Nabis in Verbindung stehende Ausbildungsstätte, und stellte mehrfach im 1903 gegründeten Salon d’Automne aus. 1911 wurde er zum „Officier de l’Académie des Beaux-Arts“ ernannt.

### Berlin

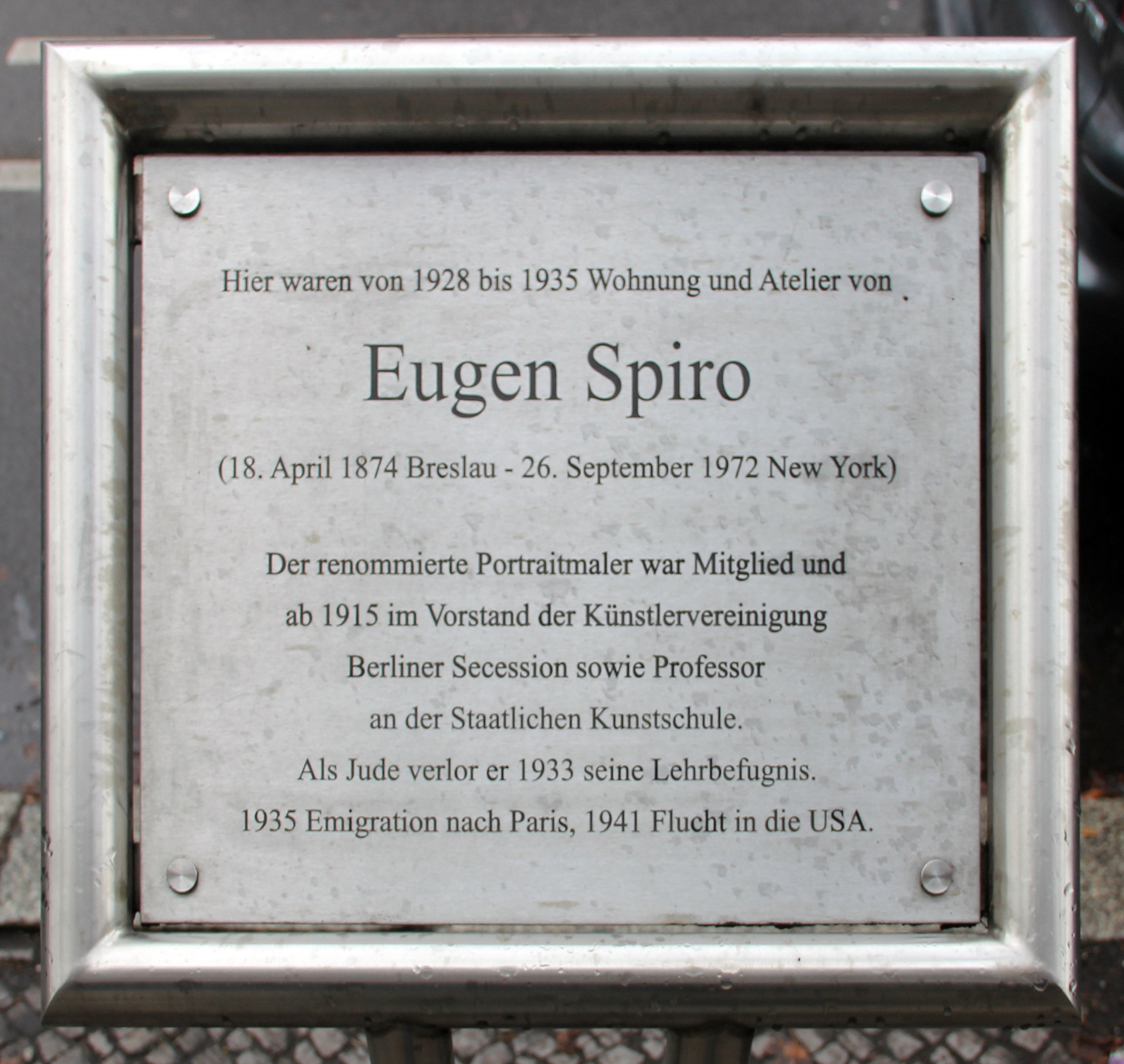
Gedenktafel, Reichsstraße 106, in Berlin-Westend

Der Kriegsausbruch von 1914 und die damit verbundene Deutschenfeindlichkeit veranlassten Spiro, nach Berlin zurückzukehren. Von 1915 bis 1917 arbeitete er als Zeichner in der „Kartographischen Abteilung des Generalstabs der Armee“, wo u. a. Hans Meid und Joseph Oppenheimer seine Kollegen waren. Gleichzeitig setzte er seine Tätigkeit als Maler, besonders als Porträtist fort. Nach dem Krieg war er zudem als Lehrer in seinem eigenen Atelier und an der Lewin-Funcke-Schule tätig. Zu seinen Schülern zählten Egbert Lammers und die Französin Marcelle Cahn (1895–1981), spätere Protagonistin der kubistischen und konstruktivistischen Kunst, die von 1915 bis 1918 die Berliner Malklassen von Eugen Spiro und Lovis Corinth besuchte.
1915 wurde Spiro in den Vorstand der Berliner Secession gewählt, zunächst als Schatzmeister, in den folgenden Jahren bis 1933 als ordentliches Vorstandsmitglied. Die bereits 1907 begonnene regelmäßige Beteiligung an den „Großen Berliner Kunstausstellungen“ setzte er bis 1931 fort. 1924 wurde er Mitglied der Ankaufskommission der Nationalgalerie Berlin. Im gleichen Jahr erfolgte auch die Ernennung zum Professor an der Staatlichen Kunstschule Berlin.
1917 heiratete Spiro in zweiter Ehe Elisabeth Saenger-Sethe. Aus der Ehe ging ein Sohn hervor, der 1918 in Berlin geborene Peter Spiro. In den Jahren zwischen 1918 und 1935 reiste das Ehepaar viel, nach Oberitalien (Lago Maggiore), Paris, Südfrankreich (Cassis), Korsika, Spanien (Tossa del Mar), Portugal, Marokko und Dalmatien. Dazu kamen Fahrten an den Bodensee zu der Familie des Malerfreundes Hans Purrmann, und häufige Sommeraufenthalte auf Hiddensee, wo sich Spiro von dem mit der Familie verwandten Architekten Otto Firle (1889–1966) ein Sommerhaus erbauen ließ. Dort pflegten die Spiros auch den Kontakt mit Gerhart Hauptmann. 1921 finanzierte die Marées-Gesellschaft auf Anregung des mit Spiro befreundeten Kunstkritikers Julius Meier-Graefe eine Reise Spiros nach Italien, damit dieser für ein Mappenwerk originalgetreue Kopien der römischen Fresken im Vatikan und in Neapel schaffen konnte. Vielgefragter Porträtist der gesellschaftlichen, wirtschaftlichen und künstlerische Elite, selbst weltgewandter Lebemann, befand sich Spiro im Berlin der „goldenen zwanziger Jahre“ in materieller Hinsicht auf dem Höhepunkt seiner Karriere.
Anfang der dreißiger Jahre begann der Aufstieg des Nationalsozialismus erste Schatten auf Spiros Leben zu werfen. Obwohl 1933 in den Vorstand der Berliner Secession wiedergewählt, legte Spiro auf Anraten seiner Frau alle Ämter nieder, um möglichen antisemitischen Attacken keine Angriffsfläche zu bieten. Seine einzige Ausstellung in Deutschland nach der Machtergreifung durch die Nazis war wohl 1933 in Hannover die 101. Große Frühjahrsausstellung des Kunstvereins Hannover. Bis 1935 konnte er das Ausstellungsverbot, das ihn als jüdischen Künstler und Nicht-Mitglied der Reichskulturkammer traf, durch Ausstellungen im Ausland umgehen.

### Paris
Im Oktober 1935 entschloss sich Spiro zur Emigration nach Paris. Bei der Überwindung rechtlicher und materieller Hürden half ihm die großzügige Unterstützung des Politikers und späteren Hohen Kommissars André François-Poncet und der Baronin Maria-Anna von Goldschmidt-Rothschild. In Paris versuchte Spiro, an seine früheren Beziehungen anzuknüpfen und sich als Porträtmaler der gesellschaftlichen und geistigen Prominenz zu etablieren. 1936 verbrachte er einen glücklichen Sommer in Sanary-sur-Mer, von 1933 bis 1939 Treffpunkt der aus Deutschland emigrierten Intellektuellen. Die Pariser Jahre blieben jedoch eine prekäre Zeit, geprägt von politischer Unsicherheit und beengten wirtschaftlichen Verhältnissen.
1936 beteiligte Spiro sich an der Gründung der „union des artistes libres“, einem aus dem „Bund freier deutscher Künstler“ hervorgegangenen Zusammenschluss emigrierter deutschsprachiger Künstler. 1938/1939 übernahm er deren Vorsitz. Mitglieder waren u. a. Max Beckmann, George Grosz, Wassily Kandinsky, Paul Klee, Oskar Kokoschka (Ehrenvorsitz), Bruno Krauskopf, Erwin Oehl, Anton Räderscheidt, Gert Heinrich Wollheim und Wols. Ziel war es, die aus Deutschland vertriebene deutsche Kunst in ihrer stilistischen Vielfalt zu präsentieren und den von den Nationalsozialisten mundtot gemachten Künstlern im Ausland ein Präsentationsforum zu verschaffen.
Spiro organisierte auch gemeinsam mit Paul Westheim 1938 in Paris eine große Schau von in Deutschland verfemten Künstlern als unmittelbare Antwort auf die 1938 von den Nationalsozialisten gezeigte Propaganda-Ausstellung „Entartete Kunst“. In Paris wurde Spiro Mitglied der 1928 gegründeten Ligue Internationale Contre l’Antisémitisme.
Der deutsche Einmarsch 1940 zwang das Ehepaar Spiro zur erneuten Flucht. Die Gestapo hatte Eugen Spiro wegen seines humanitären-freiheitlichen Engagements auf die Liste der nach dem Einmarsch in Paris zu verhaftenden Exilanten gesetzt. Eugen Spiro flüchtete zusammen mit seiner Frau, seiner neuen Lebensgefährtin Lilly Jacob und den Schwiegereltern Samuel Saenger und Irmgard Saenger-Sethe über Biarritz nach Marseille, wo er zusammen mit André Breton, Hans Bellmer und Tristan Tzara materielle Unterstützung und Schutz vor Internierung in Varian Frys Villa Bel-Air fand. Den Bemühungen des „Emergency Rescue Committee“ um Varian Fry sowie der Fürsprache von Gönnern, u. a. von Thomas Mann, bei Präsident Franklin D. Roosevelt war es auch zu verdanken, dass Spiro, Lilly Jacoby, Elisabeth Spiro und deren Eltern Ausreise-Visen über Lissabon für die USA erhielten, obwohl das Aufnahmekontingent für deutsche Flüchtlinge längst erschöpft war. Finanzielle Unterstützung und eine Bürgschaft bekam Spiro 1940 von dem ebenfalls aus Deutschland emigrierten Baumeister Ernst Moritz Schlesinger. Schlesinger selbst baute 1941/42 das Haus der Familie Mann in Pacific Palisades.

### New York
Im Frühjahr 1941 traf die Spiro-Familie in New York ein, wo Spiro seinen Wohnsitz für den Rest seines Lebens nahm. In den folgenden Jahren entstanden zahlreiche Porträts, besonders von prominenten europäischen Emigranten, wie er überhaupt engen Kontakt zu den deutschsprachigen Exilkreisen hielt und Immigranten in Not unterstützte. 1941 wurde die Ehe zwischen Eugen und Elisabeth Spiro geschieden, die schon seit 1937 zu ihrem eigentlichen Ende gekommen war, da Elisabeth Spiro in dem jüdischen Publizisten, Theatermann, Politiker und langjährigen Gerhart-Hauptmann-Vertrauten Joseph (José) Chapiro einen neuen Lebensgefährten gefunden hatte. Eugen Spiro heiratete 1941 in dritter Ehe Lilly Jacobi (gest. 1989), die er 1937 im Pariser Exil kennengelernt hatte und die ihn nach Amerika begleitete. Das Verhältnis zwischen Eugen Spiro, Elisabeth Spiro (seit 1944 verehelichte Chapiro) und Lilly Jacoby blieb bis an des Künstlers Lebensende freundschaftlich.
Die Galerie St. Etienne in New York richtete seit 1943 sieben Einzelausstellungen für Eugen Spiro aus, im Salmagundi Club New York stellte er ebenfalls regelmäßig aus. Seit 1949 hatte Spiro eine Pädagogenstelle in der Malschule Wayman-Adams-Sommerschule „The Mill“ in Elizabethtown im Bundesstaat New York inne, 1954 übernahm er deren Leitung. In den 50er Jahren unterrichtete er als Porträtlehrer gleichfalls am Dartmouth College in Hanover (New Hampshire).
In den fünfziger Jahren wurde Eugen Spiro in seinem ehemaligen Heimatland Deutschland allmählich wiederentdeckt. Wichtige Schritte dazu waren ein 1954 von Theodor Heuss erteilter Porträtauftrag, die Verleihung des Bundesverdienstkreuzes 1964 und die große Retrospektiv-Ausstellung in Berlin von 1969. Von 1954 bis 1967 führte Spiro die durch den Krieg unterbrochene Tradition der sommerlichen Malreisen fort, die neben Oberitalien auch Dänemark und die Schweiz zum Ziel hatten und besuchte Bekannte und Verwandte in Frankreich, England und Deutschland. Sein letztes Ölgemälde ist von 1967 datiert. Eugen Spiro starb am 26. September 1972 in einem New Yorker Hospital.

## Werk

### 1892–1906 Breslau, München, Berlin
In den frühen Jahren profilierte sich Spiro zunächst als Porträtist. Die Bilder vor der Jahrhundertwende zeigen noch ein gedämpftes Kolorit in Schwarz-Braun-Grau-Tönen. In der flächigen Anlage, dem sorgfältigen Farbauftrag und der leicht melancholischen, weltentrückten Grundstimmung ist der fin-de-siècle Einfluss auf den Stuck-Schüler spürbar. Lieblingsmotive waren elegante Damen der Gesellschaft; bis an sein Lebensende sollte Spiro ein Verehrer von Frauenschönheit bleiben. Ein Hauptwerk dieser Jahre ist das Gemälde „Serpentine“ oder „Die Tänzerin“, ein Porträt seiner Schwester Baladine Klossowski von 1901 (WVZ A-01-02); als Titelblatt der „Jugend“ veröffentlicht, auf der Weltausstellung in St. Louis 1904 gezeigt, heute im Besitz der Berlinischen Galerie. Dem Gemälde kann man ihm fast ikonenhaften Charakter für den Ästhetizismus der Jahrhundertwende zuschreiben. Das gilt auch für seinen Beitrag zur ersten Ausstellung des Deutschen Künstlerbundes im selben Jahr in München: das Ölgemälde Die Schwestern. Aus dieser Zeit stammen ebenfalls einige Bildnisse von Spiros erster Ehefrau Tilla Durieux, die deren kapriziös-herbe Schönheit einfangen.

### 1906–1914 Paris, Berlin
In Paris verkehrte Spiro im Kreis der Maler des „Café du Dôme“ und unterrichtete an der von Henri Matisse gegründeten „Académie Matisse“. Unter dem Eindruck des französischen Impressionismus und Fauvismus wandelte sich sein Malstil. Eugen Spiro selbst beschrieb diesen Wandel unter dem Eindruck einer Manet-Ausstellung: „In Paris erfrischte und reinigte das Studium der großen Künstler des 19. Jahrhunderts – Manet, Monet, Cézanne, Renoir – meine Augen.“ (Eugen Spiro: Looking at myself. Worte anlässlich der Ausstellung in der Galerie St. Etienne, New York, 1960). Die Farbpalette wurde reicher und aufgehellter, der Pinselstrich impulsiver und dynamischer, der Farbauftrag flockig. Wieder standen Porträts im Mittelpunkt, besonders von Frauen der gehobenen Gesellschaft. Daneben entstanden Bildnisse aus dem Familienkreis, etwa seiner Neffen Pierre Klossowski und Balthasar Klossowski (WVZ A-11-1), seiner Schwester Baladine (A-09-04) und von Madeleine (WZV A-13-4), einer unbekannten Pariserin, die vermutlich für einige Zeit seine Lebensgefährtin war. Einen neuen Motivkreis bildeten die anmutigen Bildnisse von Kindern der eigenen Verwandtschaft oder von Freunden (darunter der spätere Schauspieler Walter Slezak).

### 1914–1935 Berlin
Die Rückkehr nach Berlin bedeutete eher einen biographischen als einen stilistischen Einschnitt. Spiro setzte seine Tätigkeit als Porträtist der Gesellschaft fort, die die delikate Eleganz seiner Farbpalette und seine psychologische Finesse schätzte.
Zu den Porträtierten gehörten: der Schauspieler Albert Bassermann, Lovis Corinth, der Zeppelin-Fabrikant Hugo Eckener, der Chemiker und Nobelpreisträger Fritz Haber (wie Spiro Breslauer Jude), der Schauspieler Ludwig Hardt, der Kirchenhistoriker Adolf von Harnack, Gerhart Hauptmann, der Verleger Georg Hirth, Erich Kleiber, Max Planck, Leni Riefenstahl, die Schauspielerin Dagny Servaes und die Schriftsteller Ernst Toller und Jakob Wassermann.
Unter dem Eindruck seiner zahlreichen Reisen seit den 20er Jahren wendete sich Spiro der Landschaftsmalerei zu. Fast immer stammten seine Motive aus Südeuropa und zeigen von ihm bereiste Orte. Ihn faszinierten die leuchtenden Farben und die Klarheit des Südens, die er mit flockigem Farbauftrag wiedergibt.
Schließlich sind noch die intimen Familienporträts zu nennen, in denen er seine zweite Frau Elisabeth und den heranwachsenden Sohn Peter festhielt. Vielleicht angeregt durch seine Tätigkeit als Zeichner im „Kartographischen Institut“ fand Spiro Anfang der 20er Jahre zur Graphik. Den Anfang machte das Auftrags-Mappenwerk „Antike Fresken“ von 1922 nach Aquarellen von Eugen Spiro. Die Eindrücke einer Spanienreise fanden ihren Niederschlag in der „Spanischen Reise“, einer Folge von zwölf Radierungen.
In das Jahr 1916 zurück reicht die Entstehung von 37 Lithographien, in denen Spiro berühmte Musiker während ihres Konzertauftritts porträtiert hatte. 1922 wurde eine erweiterte Fassung unter dem Titel „Im Konzert“ mit einem Text des Musik-Schriftstellers Oscar Bie (1866–1923) veröffentlicht.
Im Oktober 1933 organisierte Spiro mit Josef Bato (1888–1966) und Martin Bloch (1883–1954) die erste Ausstellung jüdischer bildender Künstler der jüdischen Künstlerhilfe in den Wandelgängen des Berliner Theaters. 1935 zeigte er auf der Frühjahrsausstellung im Berliner Jüdischen Museum die Ölgemälde „Spanische Fischersfrauen“ und „Altstadt am Meer“.
Als Kuriosum sei vermerkt, dass Spiro dank seiner wachsenden Popularität in den 20er Jahren auch mit der Gestaltung von Werbeplakaten beauftragt wurde. Überliefert sind ein Plakat-Entwurf für Henkell-Trocken von 1925 (WVZ A-25-2), in Auftrag gegeben von Joachim von Ribbentrop, ehemaliger Verkaufsdirektor bei Henkell-Trocken und Schwiegersohn Otto Henkell, ein Plakatentwurf für Siemens-Staubsauger (WZV A-27-12) sowie ein graphischer Zyklus im Zusammenhang mit dem Festakt von 1928 zum hundertjährigen Bestehen des Reclam-Verlags. Die Lithographie „Thomas Mann am Rednerpult“, von Spiro und Thomas Mann signiert diente als Titelblatt und Beilage für die späteren Buchausgaben der Rede (ergänzt um den Aufsatz „Lübeck als geistige Lebensform“), die Thomas Manns Popularität als Repräsentant nationaler Kultur bedeutend steigerte.

### 1936–1972 Paris, New York, New Hampshire
In Paris entstanden mondäne Porträts von Frauen der Gesellschaft, daneben Stillleben, Landschaftsbilder und Stadtansichten. In der neuen amerikanischen Heimat übernahm Spiro wiederum Porträtaufträge, darunter Bildnisse von Leo Baeck, dem exilierten Politiker und ehemaligen Reichskanzler Heinrich Brüning. Martin Buber, Albert Einstein, Georg Friedländer, Thomas Mann, dem Kunstschriftsteller Max Osborn, dem Pianisten Artur Schnabel, dem Nordpol-Reisenden Vilhjálmur Stefánsson.
Beeindruckt von den idyllischen, lichtdurchfluteten Landschaften New Hampshires setzte Spiro seine Landschaftsmalerei fort. Spiro suchte für seine Landschaften stets den idealen Betrachter-Standpunkt. Die Ölgemälde, in späteren Jahren auch sorgfältig ausgearbeitete Aquarelle und Rötelzeichnungen als Studienblätter oder eigenständige Arbeiten, entstanden direkt vor Ort.
Auch auf den 1954 wieder aufgenommenen Reisen nach Europa schuf Spiro Landschaftsbilder, meistens im kleinen Format. Sie zeigen vorwiegend Landschaften aus Oberitalien, der Schweiz und aus Süddeutschland. 1958 entstand im Auftrag des baptistischen Millmead Center im englischen Guildford ein fünfzehnteiliger Gemälde-Zyklus, der die Propheten des Alten Testaments (nach jüdischer Zählung) darstellt. Aus den Jahren 1946 bis 1952 stammt der zweite Zyklus der Musiker-Lithographien, der diesmal vor allem europäische Künstler zeigt, die aus Mitteleuropa geflohen waren oder mit Auftritten in den USA ihre internationale Karriere begründen wollten, wie Ezio Pinza, Friedrich Gulda und Dietrich Fischer-Dieskau.

## Bildnerische Darstellung Spiros
- Hermann Landshoff: Der Maler Julius Schülein und Eugen Spiro (Fotografie, 1962)[15]

## Familie, Freunde, Gönner

### Die Familie Spiro
Eugen Spiro hatte durch Verwandtschaft und Bekanntschaft Kontakt mit auffallend zahlreichen Vertretern der geistigen und politischen Prominenz seiner Zeit. Die musische Atmosphäre im väterlichen Haus trug sicher dazu bei, dass drei seiner Geschwister sich später im musisch-literarischen Leben hervortaten. Spiros älterer Bruder Samuel Spiro schlug eine Karriere als Opernsänger ein, die 1914 mit seinem frühzeitigen Tod abrupt beendet wurde. Der Bruder Hermann Spiro wanderte nach Kopenhagen aus, wo er an der Oper als Tenor engagiert war und daneben als Gesangslehrer und Schauspieler tätig war. Hermanns Sohn, Björn Spiro (1909–1999) wurde Filmschauspieler.
Eugen Spiros ältere Schwester Bertha, verheiratet mit Adolf Schor, wurde durch die Heirat ihrer Tochter Frances Schwiegermutter des österreichisch-englischen Rabbiners und Reformtheologen Ignaz Maybaum (1897–1976).
Spiros jüngere Schwester, Elisabeth Dorothea Spiro (1889–1969), zog nach ihrer Heirat mit dem Maler und Kunstwissenschaftler Erich Klossowski (1875–1949) nach Paris. Der erstgeborene Sohn des Ehepaars, Pierre Klossowski machte sich in Frankreich als Essayist, Philosoph und Kunsttheoretiker einen Namen. Der zweite Sohn, Balthasar Klossowski, erlangte später unter dem Namen Balthus als Maler Weltruhm. Von ihrem Mann seit 1917 getrennt, schlug Elisabeth Spiro unter dem Namen Baladine Klossowska eine eigene Laufbahn als Malerin ein. Der Nachwelt bekannt wurde sie durch ihre Freundschaft mit Rainer Maria Rilke, den sie 1919 kennengelernt hatte. Ein bis 1926 fortgeführter Briefwechsel zwischen Rilke und „Merline“, wie er Klossowska auf deren Anregung hin nannte, und die liebevolle Förderung, die er ihren beiden Kindern zuwandte, bezeugen die Intensität dieser letzten Liebesbeziehung des Dichters. Von 1921 bis 1924 lebte Elisabeth Dorothea mit ihren beiden Söhnen in Berlin, wo die beiden Spiro-Familien häufig miteinander verkehrten. Eugen Spiro hat Pierre und Balthasar mehrfach als Kinder und in Jünglingsjahren gemalt. Während Eugen Spiros zweitem Paris-Aufenthalt haben die Klossowski-Brüder den Maler in die Surrealistenkreise um André Breton, André Masson und Georges Bataille eingeführt.
Eugen Spiros einziges Kind, Peter Spiro (1918–2018)
ging 1933 über die Schweiz nach London, wo er als Ingenieur arbeitete. Eugen Spiros Enkelin Elizabeth ist freiberufliche Malerin und Graphikerin mit regelmäßiger Ausstellungstätigkeit.

### Die Familie Saenger-Sethe
Dank seiner Ehe mit Elisabeth Saenger-Sethe (1898–1990) hatte Spiro in eine „Familie der oberen Zehntausend“ eingeheiratet. Der extrovertierten Künstler und seine weltgewandte Frau führten in Berlin ein gastfreies Haus und nahmen rege am gesellschaftlichen Leben der Goldenen Zwanziger teil.
Zu den Mitgliedern der etablierten rheinländisch-belgischen Familie Sethe zählte der Jurist Christian Sethe (1798–1857) ein enger Jugendfreund von Heinrich Heine. Ihm sind die „Fresco-Sonette an Christian S.“ im Buch der Lieder (1819) gewidmet. Durch die Ehen der Töchter war die Sethe-Familie mit dem Biologen Ernst Haeckel und dem Jugendstil-Künstler Henry van de Velde verbunden. Elisabeths Mutter, Irmgard Saenger-Sethe, Schülerin von Eugène Isaye, war in den Jahren vor dem Ersten Weltkrieg, eine gefeierte Violinistin; ihr Porträt aus der Hand Théo van Rysselberghes hängt im „Petit Palais“ von Genf.
Elisabeths Vater war der in Saagar bei Riga geborene jüdische Gelehrte Samuel Saenger (1864–1944), ein „hervorragender Publizist“, Gymnasiallehrer, Mitarbeiter an verschiedenen Berliner Zeitschriften, zusammen mit Oskar Bie und Robert Musil Redakteur der Neuen Rundschau des S. Fischer Verlags, seit 1920 deutscher Botschafters in der neu gegründeten Tschechoslowakei.
Elisabeths jüngere Schwester Magdalena (1907–1991), Konzert-Pianistin, war in erster Ehe mit dem Architekten Otto Firle (1889–1966) verheiratet. Nach ihrer Emigration 1934 in die USA und zweiter Ehe war sie unter dem Namen Lela Sorell als Musikdirektorin bei Metro-Goldwyn-Mayer für die musikalische Ausstattung zahlreicher Filme mitverantwortlich (u. a. An American in Paris, Singin’ in the Rain, Show Boat, The Wizard of Oz).

### Malerkollegen, Musikerfreunde
Schon zu seiner Studienzeit hatte Spiro den Kontakt zu zahlreichen Künstlern gepflegt. In Paris bewegte er sich im Umkreis von Oskar Moll, Albert Weisgerber, Hans Purrmann, Rudolf Levy und Jules Pascin sowie Wilhelm Uhde, dem Pariser Galeristen, Kunstschriftsteller und Förderer von Picasso und Henri Rousseau. Eine enge Zusammenarbeit oder Freundschaft verband ihn in Berlin mit den Sezessions-Kollegen Lovis Corinth, Leo von König, Franz Heckendorf und Joszef Báto. Seine Tätigkeit in der „union des artistes libres“ während des Exils in Paris brachte Spiro in Kontakt mit emigrierten deutschsprachigen Künstlern wie etwa Oskar Kokoschka, dem er aus finanzieller Verlegenheit half.
Der intellektuell aufgeschlossene Spiro interessierte sich darüber hinaus für Literatur und Schauspiel. In seiner Münchner Zeit verkehrte er in den Schwabinger Salons, wo er Franziska zu Reventlow, Josef Ruederer und Frank Wedekind traf. Die Freundschaft mit Gerhart Hauptmann wurde vermittelt dank der Bekanntschaft Irmgard Saenger-Sethes mit Margarete Hauptmann, der zweiten Frau des Schriftstellers und ehemaligen Violinistin. Den Dichter Rainer Maria Rilke lernte Eugen Spiro über seine Schwester Baladine Klossowska kennen. Obwohl Spiro eine postume Zeichnung des Dichters schuf, blieb die Beziehung jedoch nur oberflächlich, da Spiro sich von Rilke, den er des Antisemitismus verdächtigte, distanzierte. Mit Thomas Mann und Fritz von Unruh stand Spiro im Briefwechsel.
Eine noch engere Bindung hatte Spiro zu Künstlern der klassischen Musik, da er selbst eine nicht unbedeutende musikalische Begabung hatte. Mit dem Ehepaar Artur und Therese Schnabel, dem Geiger Carl Flesch, dem Violinisten Adolf Busch, den Dirigenten Fritz Busch und Fritz Stiedry verbanden ihn jahrzehntelange Freundschaften. Einen lebenslangen Förderer und Gönner fand Spiro in dem Berliner Stahl-Industriellen, Kunstmäzen und Philanthropen Hermann C. Starck.

## Weitere Ausstellungen (unvollständig)

### Einzel-Ausstellungen
- 1934 Berlin, Jüdisches Museum (zusammen mit Ludwig Meidner)
- 1934 Prag und Brünn, Mährischer Kunstverein
- 1936 Amsterdam
- 1943 New York, Galerie St. Etienne (1945, 1946, 1949, 1954, 1960 erneut)
- 1957 Düsseldorf, Kunstverein für die Rheinlande und Westfalen,
- 1959 München, Galerie Wolfgang Gurlitt
- 1969 Berlin, Retrospektiv-Ausstellung

#### Postum
- 1978 Köln, Retrospektiv-Ausstellung der Galerie von Abercron
- 1979 Berlin, Kunstamt Tiergarten
- 2002 Breslau, Stadtmuseum, Eugen Spiro und Nachkommen (zusammen mit Peter und Elizabeth Spiro)
- 2004 London, Jewish Cultural Centre
- 2008 München, Galerie von Abercron, The Spiro Family

### Gruppenausstellungen in der DDR
- 1956: Berlin, Deutsche Akademie der Künste („Der graphische Zyklus. Von Max Klinger bis zur Gegenwart“)
- postum 1988: Berlin, Museum für Deutsche Geschichte („Künstler im Klassenkampf“)

## Werke im Besitz von Museen und öffentlichen Institutionen

### Museen (Auswahl)
- Deutsches Historisches Museum Berlin
- Gemäldegalerie Berlin
- Jüdisches Museum Berlin
- Kupferstichkabinett Berlin
- Kunsthalle Bremen
- Historisches Museum der Stadt Breslau
- Bezalel Museum, Jerusalem
- Ben Uri, The London Jewish Museum of Art
- Schiller-Nationalmuseum, Marbach am Neckar
- Städtische Galerie im Lenbachhaus, München
- Neue Pinakothek, München
- Museum of the City of New York
- Germanisches Nationalmuseum, Nürnberg
- Musée d’art moderne de la Ville de Paris
- Carnegie Museum of Art, Pittsburgh
- Kunstforum Ostdeutsche Galerie, Regensburg
- Tel Aviv Museum of Art
- Museum Kunst der Verlorenen Generation, Salzburg[25]

### Sammlungen und öffentliche Institutionen (Auswahl)
- Rheinisch-Westfälische Technische Hochschule Aachen (RWTH Aachen)
- Deutsches Theater Berlin
- Max-Planck-Institut, Berlin-Dahlem
- Reichstag, Berlin
- Freie Universität Berlin
- Sammlung Marcel Reich-Ranicki, Frankfurt am Main
- ehem. Zeppelinwerke Friedrichshafen
- Erzdiözese Michigan, Detroit
- Max-Reger-Institut, Karlsruhe
- Musikhochschule Luzern
- Süddeutscher Verlag, München
- Hunter College, New York
- Außenministerium Prag
- Staatstheater Stuttgart
- Library of Congress, Washington
- Deutsche Botschaft Washington
- Sammlung Ferdinand D’Este, Wien